# دانيال تاي
دانيال تاي (بالإنجليزية: Daniel Tay)‏ هو ممثل أمريكي، ولد في 17 ديسمبر 1991 بنيويورك في الولايات المتحدة.

## أعمال

### أفلام
- (2003) قزم[4]

## وصلات خارجية
- دانيال تاي على موقع IMDb (الإنجليزية)
- دانيال تاي على موقع أول موفي (الإنجليزية)
- دانيال تاي على موقع قاعدة بيانات الفيلم (الإنجليزية)